# Не пей воду
«Не пей воду» (англ. Don't Drink the Water) — телевизионная комедия режиссёра Вуди Аллена, вышедшая на экраны в 1994 году. Сценарий фильма написан также Алленом на основе одноимённой пьесы, поставленной на Бродвее в 1966 году. Это вторая экранизация пьесы, первая вышла в 1969 году.
Майкл Джей Фокс играет необычную для себя роль — неуклюжего сына американского посла.

## Сюжет
1961 год, разгар холодной войны. Американский посол в одной из стран Восточного блока вынужден на время вернуться в Вашингтон. В качестве заместителя он оставляет своего непутёвого сына Акселя, дипломатическая карьера которого представляет собой сплошную череду провалов. Поначалу в посольстве всё спокойно, однако на четвёртый день случается чрезвычайное происшествие: семья Холландеров из Нью-Джерси, путешествующая в качестве туристов по Европе, ищет убежища в посольстве. Их подозревают в шпионаже, и теперь Холландеры вынуждены неопределённо долго оставаться в посольстве, блокированном от внешнего мира.

## В ролях
- Вуди Аллен — Уолтер Холландер
- Джули Кавнер — Марион Холландер
- Майкл Джей Фокс — Аксель Мэги
- Маим Бялик — Сьюзен Холландер
- Дом Делуиз — отец Дробни
- Джозеф Соммер — посол Брендон Данстен Мэги
- Эдвард Херрманн — мистер Джон Килрой
- Розмари Мерфи — мисс Розмари Притчард
- Эд Херлихи — рассказчик
- Вит Хореджес — Крояк
- Виктор Штейнбах — Герберт Грубер
- Тайна Эльг — Ольга Грубер